# Paran Padang (Padang Bolak)
Paran Padang is een bestuurslaag in het regentschap Padang Lawas Utara van de provincie Noord-Sumatra, Indonesië. Paran Padang telt 93 inwoners (volkstelling 2010).